# 青龙洞
27°03′13″N 108°25′42″E / 27.05361°N 108.42833°E
青龙洞古建筑群位于中国贵州省镇远县城东㵲阳河东岸的中和山崖壁上，包括青龙洞、中元洞、紫阳洞、万寿宫、祝圣桥等多组建筑，1988年被列为第三批全国重点文物保护单位。
青龙洞古建筑群始建于明洪武二十一年（1388年），至清初大致形成现有规模。建筑群占地面积3000余平方米，共有36栋单体建筑，大部分建筑靠山崖而建。中和山崖壁高60余米，长200余米。青龙洞在崖壁南段，现有山门、正乙宫、吕祖殿、僧房、观音殿、斗姥宫、玉皇阁、望江楼等建筑。紫阳洞又称紫阳书院，在青龙洞北侧，现存山门、三角亭、考祠、老君殿、圣人殿等建筑。中元洞又称中元禅院，在紫阳洞后侧的崖壁高处，以天然石洞为山门，现有大佛殿、望星楼、六角亭等建筑。万寿宫在崖壁中段，共三进院落，现存山门、戏楼、厢楼、杨泗将军殿、客房等建筑。祝圣桥为七孔石拱桥，长135米，宽8.5米，桥面距河床约14米，桥中建有三层重檐八角攒尖顶状元楼（魁星阁）。

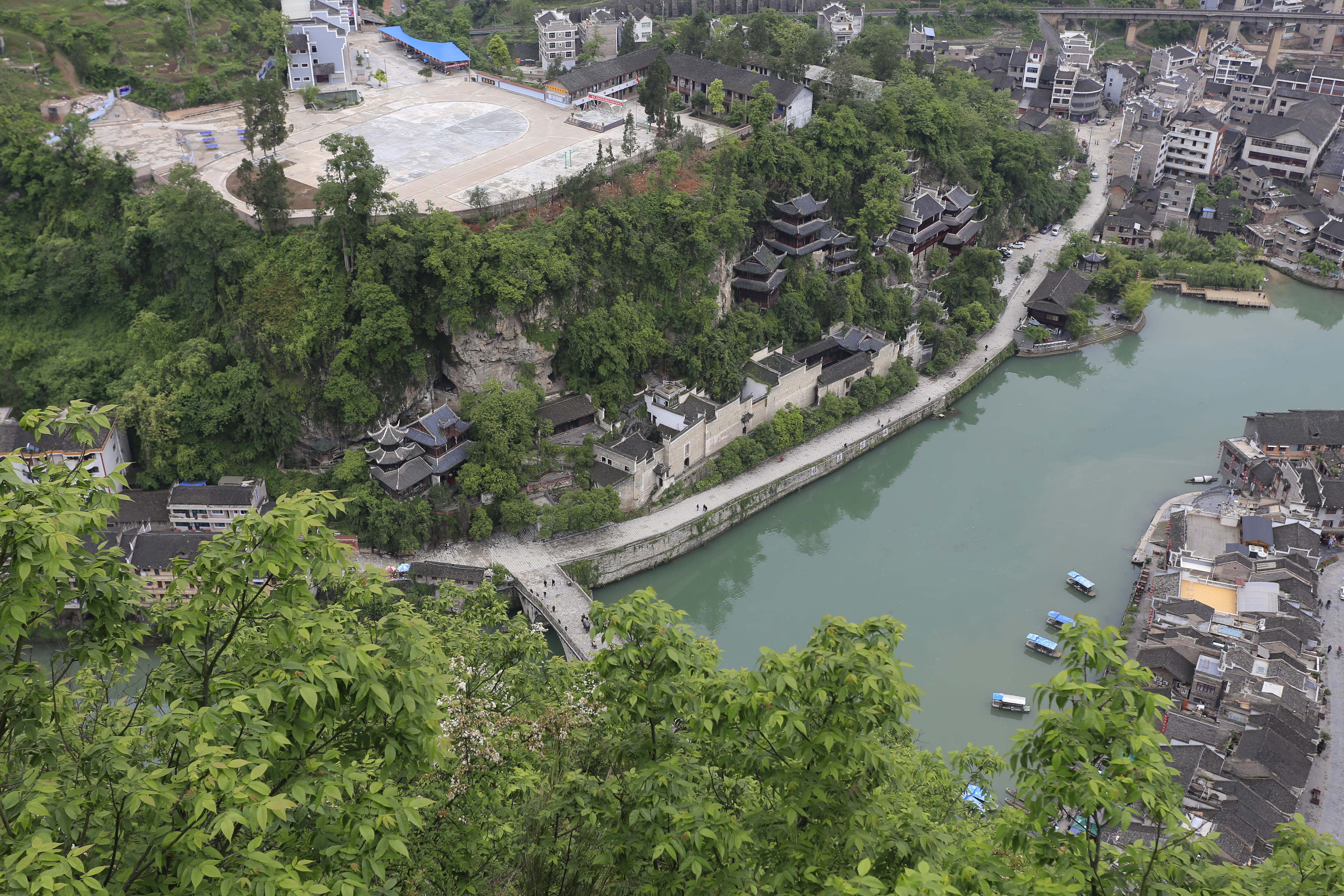
高处俯瞰青龙洞古建筑群